# Ctenus sexmaculatus
Ctenus sexmaculatus este o specie de păianjeni din genul Ctenus, familia Ctenidae, descrisă de Roewer, 1961.
Este endemică în Senegal. Conform Catalogue of Life specia Ctenus sexmaculatus nu are subspecii cunoscute.